# 徐鏊
徐鏊（?—?），直隸嘉定縣人，明朝醫生。

## 生平
徐鏊本姓高，后因幼孤，跟从舅學醫，在太醫院供職。明武宗南巡之爭時，因上疏進言勸阻，被施杖刑，謫戍烏撒衛。
明世宗即位后，召還，升爲御醫。徐鏊為人耿直，當時朝廷多為新貴，不知徐鏊，徐鏊也不說此前故事，在任三十年未升調。七十歲時，求致仕。恰逢其同鄉徐學謨為禮部郎中，徐學謨引見他給禮部尚書吳山。吳山閱讀文牘，見到其中有進諫南巡的事情，瞿然問道：“您就是武宗時期的徐先生吧？爲什麽一直沉默不言呢？”兩位禮部侍郎嫌其年邁，徐學謨抗聲稱：“徐鏊雖然老，然而他年青時曾與狀元舒芬一同患難，值得敬佩啊。”久之，才升至太醫院院判。隨後自請歸鄉，享年八十三歲。